# چرخانه

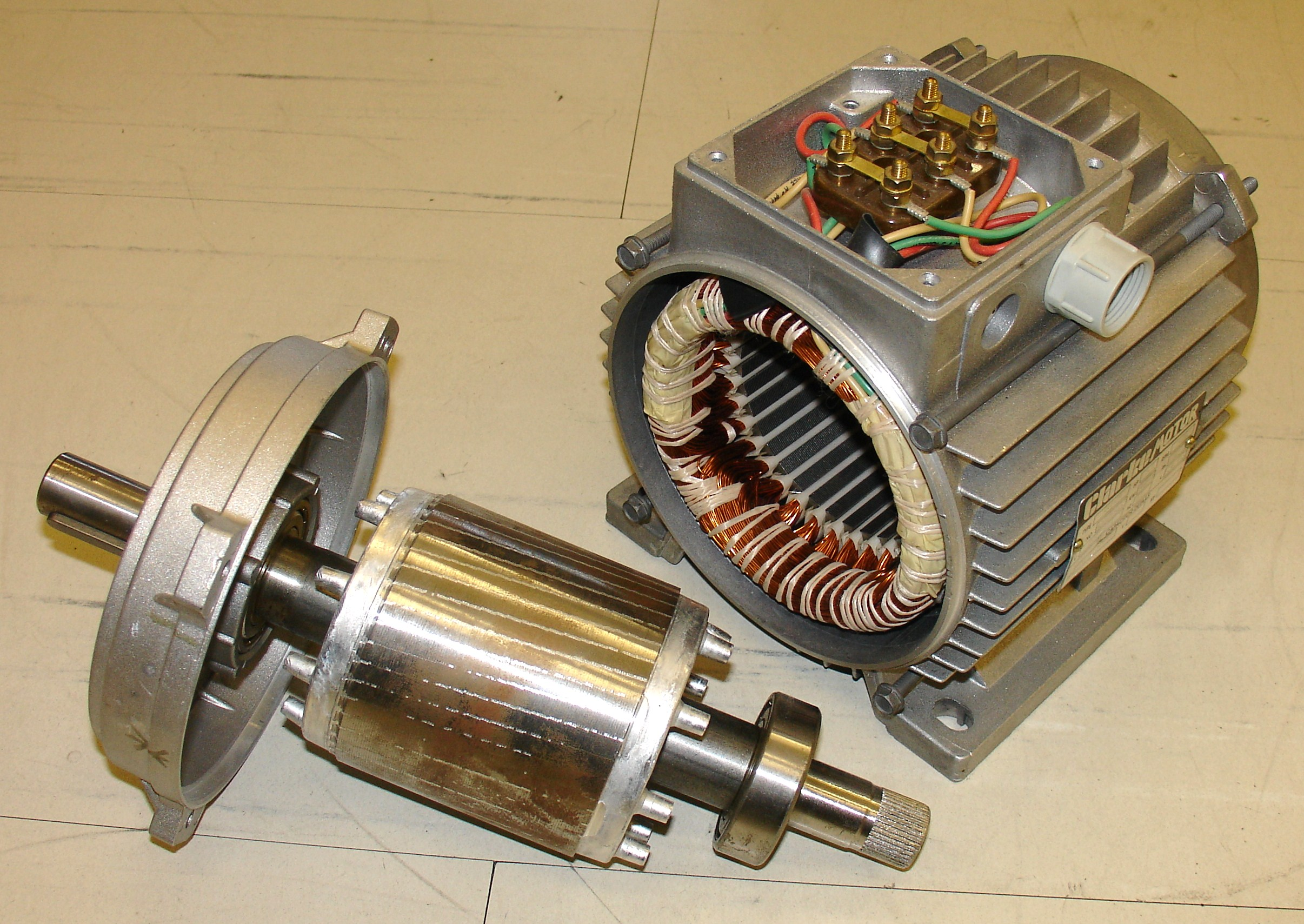
تصویر چرخانه و ایستانه (چرخانه در سمت چپ، ایستانه در سمت راست)

روتور (به انگلیسی: Rotor) یا گاهی چرخانه، به بخش چرخندهٔ یک دستگاه یا ماشین می‌گویند.
این چرخانه‌ها را می‌توان در دستگاه‌هایی مانند موتور، تلمبه یا بالگردها دید.
به بخشی از دستگاه که نمی‌چرخد ایستانه می‌گویند.
چرخانه از چندین قطعه مجزای باریک فولادی که میان‌شان میله‌هایی از مس یا آلومینیوم تعبیه شده ساخته شده‌است. در رایج‌ترین نوع روتور (روتور قفس سنجابی) این میله‌ها در انتهای خود به صورت الکتریکی و مکانیکی به وسیلهٔ حلقه‌هایی به هم متصل شده‌اند. تقریباً ۹۰ درصد از موتورهای القایی دارای چرخانه قفس سنجابی می‌باشند و این به خاطر آن است که این نوع روتور ساختی مستحکم و ساده دارد. این چرخانه از هسته‌ای چند تکه استوانه‌ای با محوری که شکافهای موازی برای جادادن رساناها درون آن دارد تشکیل شده‌است. هر شکاف یک میله مسی یا آلومینیومی یا آلیاژی را شامل می‌شود. در این میله‌ها به‌طور دائمی به وسیلهٔ حلقه‌های انتهایی آن‌ها همچنان که در شکل دو مشاهده می‌شود مدار کوتاه برقرار است. چون این نوع مونتاژ درست شبیه قفس سنجاب است، این نام برای آن انتخاب شده‌است. میله‌های چرخانه دقیقاً با محور موازی نیستند؛ در عوض به دو دلیل مهم قدری اریب نصب می‌شوند :
- دلیل اول آنکه موتور با کاهش صوت مغناطیسی بدون صدا کارکرده و برای آنکه از هارمونیک‌ها در شکاف‌ها کاسته شود.
- دلیل دوم آن است که گرایش روتور به هنگ کردن کمتر شود. دندانه‌های روتور به خاطر جذب مغناطیسی مستقیم (محض) تلاش می‌کنند که در مقابل دندانه‌های استاتور باقی بمانند. این اتفاق هنگامی می‌افتد که تعداد دندانه‌های روتور و استاتور برابر باشند.

چرخانه به وسیلهٔ مهارهایی در دو انتها روی محور نصب شده؛ یک انتهای محور در حالت طبیعی برای انتقال نیرو بلندتر از طرف دیگر گرفته می‌شود. ممکن است بعضی موتورها محوری فرعی در طرف دیگر (غیرگردنده - غیرمنتقل‌کننده نیرو) برای اتصال دستگاه‌های حسگر حالت (وضعیت) و سرعت داشته باشند. بین استاتور و روتور شکافی هوایی موجود است. بعلت القا انرژی از استاتور به روتور منتقل می‌شود. گشتاور نیرو تولیدشده به چرخانه نیرو داده و سپس برای چرخیدن به آن نیرو می‌کند. صرف نظر از چرخانه استفاده شده قواعد کلی برای دوران یکی است.
لرزش چرخانهٔ پروانهٔ اصلی باعث لرزش خطرناک بالگرد بر روی زمین و تشدید شدن آن در پایه‌های ارابهٔ فرود می‌شود که به آن تشدید زمینی (به انگلیسی: ground resonance) می‌گویند.